# Râul Obreja, Siret
Râul Obreja este un mic curs de apă cu scurgere nepermanentă, afluent al râului Siretului.